# Szarkakakukk
A szarkakakukk (Clamator jacobinus) a madarak osztályának kakukkalakúak (Cuculiformes) rendjébe, ezen belül a kakukkfélék (Cuculidae) családjába tartozó faj.

## Rendszerezése
A fajt Pieter Boddaert holland orvos, biológus és ornitológus írta le 1783-ban, a Cuculus nembe Cuculus Jacobinus néven. Sorolták az Oxylophus nembe Oxylophus jacobinus néven is.

## Alfajai
- Clamator jacobinus serratus – (Sparrman, 1786) - Dél-afrikai Köztársaság, Zimbabwe és Zambia déli része
- Clamator jacobinus pica – (Hemprich & Ehrenberg, 1833) - Afrika a Szaharától délre egészen Zambia északi részéig; valamint Dél-Ázsia területén Északnyugat-India, Nepál és Mianmar
- Clamator jacobinus jacobinus – (Boddaert, 1783) - Dél-India, Srí Lanka és Mianmar déli része

## Előfordulása
Afrikában a Szaharától délre szinte mindenütt megtalálható, onnan keletre Ázsia déli részén is sokfelé előfordul egészen Indiáig és Mianmarig. 
Természetes élőhelyei a szubtrópusi vagy trópusi száraz gyepek. Vonuló faj.

## Megjelenése
Testhossza 34 centiméter, testtömege 66-72 gramm.
|  |  |

## Életmódja
Rovarokkal és hernyókkal táplálkozik.

## Természetvédelmi helyzete
Az elterjedési területe rendkívül nagy, egyedszáma pedig stabil. A Természetvédelmi Világszövetség Vörös listáján nem fenyegetett fajként szerepel.